# Giovanni di Jandun
Giovanni di Jandun (Jandun, 1280 – 1328) è stato un filosofo, teologo e scrittore francese di ispirazione averroista.
Fu uno dei principali studiosi di Aristotele dell'epoca, amico e compagno di esilio di Marsilio da Padova con cui condivise idee e passione politica. Probabilmente collaborò con Marsilio nella stesura della prima parte del Defensor Pacis, ma per quanto vi si possa riscontrare analogia di pensiero non vi è certezza di una sua collaborazione materiale, da molti negata.
Il suo pensiero molto vicino a quello di Marsilio da Padova è improntato alla esaltazione dell'uomo e alla primazia dell'Impero sulla Chiesa, di cui mise in discussione il potere temporale.